# Lujiawan, Gansu
Lujiawan är en socken i nordvästra Kina. Den ligger i Huan härad i Qingyang i provinsen Gansu, omkring 250 kilometer öster om provinshuvudstaden Lanzhou. Antalet invånare är 8 423. Befolkningen består av 4 071 kvinnor och 4 352 män. Barn under 15 år utgör 18,0 %, vuxna 15-64 år 72 %, och äldre över 65 år 8,0 %.